# Vicky Exley
Vicky Exley (* 22. Oktober 1975 in Rotherham) ist eine ehemalige englische Fußballspielerin.

## Karriere

### Vereine
Exley spielte im Alter von 16 Jahren bereits für die erste Frauenfußballmannschaft von Sheffield Wednesday. Nach drei Jahren verließ sie den Verein und wechselte nach Doncaster, wo sie von 1994 bis 2012 den Doncaster Belles angehörte. Mit ihrer Mannschaft erreichte sie in drei nationalen Pokalwettbewerben jeweils zweimal das Finale – jedoch ohne Titelgewinn. In der Meisterschaft belegte sie mit ihrer Mannschaft dreimal den zweiten Platz. Der einzige Titel, den sie gewann, war der FA Women’s Cup 1994, nachdem der Knowsley LFC mit 1:0 bezwungen werden konnte.

### Nationalmannschaft
Exley kam in einem Zeitraum von zwölf Jahren in 52 Länderspielen für die A-Nationalmannschaft zum Einsatz.
Sie debütierte am 16. März 1996 bei der 1:2-Niederlage im Freundschaftsspiel gegen die Nationalmannschaft Italiens in Cosenza; es war das vierte Spiel der EM-Qualifikationsgruppe 3 für die Europameisterschaft 1997. In ihrem zweiten Länderspiel am 18. April 1996 – im fünften EM-Qualifikationsspiel – gelang ihr beim 2:0-Sieg über die Nationalmannschaft Kroatiens in Osijek mit der 1:0-Führung das erste A-Länderspieltor.
Sie gehörte dem Kader für die Europameisterschaft 2001 an und kam einzig am 30. Juni in Jena bei der 0:3-Niederlage gegen die Nationalmannschaft Deutschlands im dritten Spiel der Gruppe A als Einwechselspielerin in der 75. Minute zu ihrem Turnierspiel. Auch bei der vier Jahre später im eigenen Land ausgetragenen Europameisterschaft bestritt sie lediglich ein Turnierspiel; sie wurde im zweiten Spiel der Gruppe A bei der 1:2-Niederlage gegen die Nationalmannschaft Dänemarks zur zweiten Spielzeit für Kelly Smith eingewechselt. Dazwischen bestritt sie zwei Spiele der WM-Qualifikationsgruppe 4 in der Klasse A in der Europäischen Zone / UEFA in den beiden Begegnungen mit der Nationalmannschaft der Niederlande sowie zwei in Freundschaft ausgetragene Länderspiele gegen die Nationalmannschaft Deutschlands (0:4 am 11. September 2003 in Darmstadt) und der Nationalmannschaft der Niederlande (2:1 am 18. September 2004 in Heerhugowaard), in der ihr mit dem Treffer zum 1:1 in der 45. Minute ihr drittes A-Länderspieltor gelang. In den Jahren 2006 und 2007 wurde sie ebenfalls in zwei Freundschaftsspielen (0:0 vs. Schweden am 7. Februar und 1:1 vs. USA am 28. Januar) eingesetzt. Davor trug sie u. a. im Spiel der WM-Qualifikationsgruppe 5, beim 1:0-Sieg über die Nationalmannschaft der Niederlande am 17. November 2005 in Zwolle und beim 2:0-Sieg über die Nationalmannschaft Ungarns am 11. Mai 2006 in Southampton, in dem sie das Tor zum 1:0 erzielte, dazu bei, dass sie mit ihrer Mannschaft an der Weltmeisterschaft 2007 teilnahm. Ihr einziges Turnierspiel, das letzte Spiel der Gruppe A, das mit 6:1 über die Nationalmannschaft Argentiniens gewonnen wurde, krönte sie mit einem Tor, dem Treffer zum Endstand in der 90. Minute per Strafstoß.

## Erfolge
- Zweiter Englische Meisterschaft 2001, 2002, 2003
- Englischer Pokal-Sieger 1994 und -Finalist 2000, 2002
- Englischer Ligapokal-Finalist 1994, 1996
- Englischer Supercup-Finalist 2001, 2003